# Liste der Kulturdenkmäler in Mörstadt
In der Liste der Kulturdenkmäler in Mörstadt sind alle Kulturdenkmäler der rheinland-pfälzischen Ortsgemeinde Mörstadt aufgeführt. Grundlage ist die Denkmalliste des Landes Rheinland-Pfalz (Stand: 25. März 2025).

## Einzeldenkmäler
| Bezeichnung         | Lage                      | Baujahr                           | Beschreibung                                                                                            | Bild                           |
| ------------------- | ------------------------- | --------------------------------- | --- | ------------------------------ |
| Hofpforte           | Bachgasse, an Nr. 2 Lage  | 1747                              | barocke Hofpforte, bezeichnet 1747                                                                      | BW                             |
| Wohnhaus            | Bachgasse 3 Lage          | erste Hälfte des 18. Jahrhunderts | Fachwerkhaus, teilweise massiv, im Kern barock, wohl aus der ersten Hälfte des 18. Jahrhunderts         | BW                             |
| Wohnhaus            | Bachgasse 4 Lage          | 1682                              | barockes Fachwerkhaus, teilweise massiv, bezeichnet 1682                                                | BW                             |
| Rathaus             | Kirchgasse 1 Lage         | 1856                              | Rathaus, neugotisch/Neurenaissance, bezeichnet 1856                                                     | BW                             |
| Evangelische Kirche | Kirchgasse 6 Lage         | 1507                              | spätgotischer Westturm, bezeichnet 1507, barocker Saalbau, 1708/09                                      | weitere Bilder Fotos hochladen |
| Hofanlage           | Kriegsheimerstraße 1 Lage | Mitte des 19. Jahrhunderts        | stattlicher Vierseithof; klassizistisches Wohnhaus, Mitte des 19. Jahrhunderts; städtebaulich bedeutend | BW                             |
| Hofanlage           | Langgasse 27 Lage         | 18. Jahrhundert                   | Vierseithof; eingeschossiges barockes Wohnhaus, 18. Jahrhundert                                         | BW                             |
| Kriegerdenkmal      | Wooggasse Lage            | 1894                              | Kriegerdenkmal 1870/71, Germania, Zinkblech, bezeichnet 1894                                            | weitere Bilder Fotos hochladen |